# Her Masterful Man
Her Masterful Man è un cortometraggio muto del 1912 diretto da Archer MacMackin (non confermato).

## Produzione
Il film fu prodotto dalla Essanay Film Manufacturing Company.

## Distribuzione
Distribuito dalla General Film Company, il film - un cortometraggio a una bobina - uscì nelle sale cinematografiche statunitensi il 29 febbraio 1912.